# Stenocorus vittatus
Stenocorus vittatus is een keversoort uit de familie van de boktorren (Cerambycidae). De wetenschappelijke naam van de soort werd voor het eerst geldig gepubliceerd in 1842 door Fischer-Waldheim.